# Öster Mälarstrand
Öster Mälarstrand är en stadsdel i det administrativa bostadsområdet Hamre-Talltorp i östra Västerås. Området ligger vid Mälaren, öster om centrum.
Öster Mälarstrand innehåller sjönära boende, övervägande i bostadsrätter och hyreshus. I Mälaren finns kajanläggningar för fritidsbåtar. Elbafärjan lägger till Öster Mälarstrand på väg från Färjkajen i Östra hamnen till Östra holmen. Skogsområdet bakom passar för rekreation med gång- och cykelvägar i Mälarparken och med Himlabacken som passar för pulkaåkning på vintern. Närmast centrum ligger det gamla Ångkraftverket, som innehåller Kokpunkten och Steam Hotel. Actionbadet Kokpunkten öppnades 2014 och Steam Hotel öppnades 2017. Sista byggetappen i Öster Mälarstrand, etapp III, närmast Ångkraftverket påbörjades 2016. I anslutning till ångkraftverket finns en radhuslänga, ritad av Erik Hahr. I områdets norra del finns fritidsområdet Notuddsparken och den 2016 byggda lekparken Poesiparken.
Området avgränsas av Mälarstrandsgatan, Björnövägen, Tegelvägen och Mälaren.
Området gränsar i väster till Kungsängen, i öster till Viksäng och Berghamra och i sydöst till Framnäs.